# Loimulohi
 (octobre 2021).
Le loimulohi, ou loimutettu lohi (littéralement « saumon flambé » en finnois), est une préparation finlandaise de poisson, dans laquelle le saumon (ou la truite arc-en-ciel) est cloué sur une planche avec des chevilles en bois et cuit à la chaleur rayonnante d'un feu ouvert. Les chevilles en bois sont utilisées à la place de clous ordinaires, car ces derniers deviendraient trop chauds et brûleraient la chair autour d'eux et, dans le pire des cas, le poisson pourrait tomber par terre. Les planches sont placées verticalement autour du bord du feu, en angle,. Le loimulohi a également été servi comme cuisine de rue.